# Puerto Rican Mambo (Not a Musical)
Puerto Rican Mambo (Not a Musical) es una película de comedia de 1992, dirigida por Ben Model, que a su vez la escribió junto a Luis Caballero, musicalizada por Eddie Palmieri, en la fotografía estuvo Vincent Manes y Rosemary Tomosky-Franco, los protagonistas son Luis Caballero, Howard Arnesson y Carole M. Eckman, entre otros. El filme fue realizado por Piñata Films Inc., se estrenó el 20 de marzo de 1992.

## Sinopsis
Luis Caballero da a conocer cómo vive un hispano en Estados Unidos. Esta obra, basada en el monólogo de Caballero, brinda una mirada satírica de la rutina del día a día, los medios de comunicación, los largometrajes, los prejuicios y demás temas.